# 瓯江
瓯江，原名永宁江，曾称“永嘉江”或“温江”。（来源于嘉靖《永嘉县志》）是浙江省第二大河流，处浙江省东南部，古称“蜃水”或“慎江”。
瓯江幹流全长388千米，上下游落差1300米，流域面积18028平方千米，平均年流量202亿立方米。
上源是出自浙闽边界百山祖洞宫山脉的龙泉溪，由西往东，途经丽水、温州两市，在温州湾灵昆岛附近流入东海。

## 流域
瓯江干流自源头至丽水市大港头镇称“龙泉溪”，属上游河段；大港头镇至青田县石溪称大溪，属中游河段；石溪以下始称瓯江。主要支流自上而下有松阴溪、好溪、小溪和楠溪江。瓯江中上游河段除局部小平原外，全系山区，水急滩多。流域四周为重要木材基地，多以木筏外运。下游为台地及滨海冲积平原，江面较宽。
瓯江干流流经市县為：龙泉市、丽水市莲都区、青田县、温州市鹿城区、龙湾区、洞头区及乐清市。
以下依上游至下游順序列出各主要支流及其干流流经行政區：
- 松阴溪：遂昌县、松阳县
- 宣平溪：武义县、莲都区（丽水市）
- 小安溪：武义县、莲都区
- 浮云溪：云和县
- 好溪：磐安縣、缙云县、莲都区
- 船寮溪：缙云县、青田縣
- 小溪：慶元縣、景宁畲族自治县、青田縣
- 楠溪江：永嘉县